# Van Horn (Washington)
Van Horn az Amerikai Egyesült Államok északnyugati részén, Washington állam Skagit megyéjében elhelyezkedő önkormányzat nélküli település.
Van Horn postahivatala 1901 és 1925 között működött. A település névadója James V. Van Horn telepes.

## Fordítás
- Ez a szócikk részben vagy egészben  a   Van Horn, Washington című angol Wikipédia-szócikk ezen változatának fordításán alapul.  Az eredeti cikk szerkesztőit annak laptörténete sorolja fel. Ez a jelzés csupán a megfogalmazás eredetét és a szerzői jogokat jelzi, nem szolgál a cikkben szereplő információk forrásmegjelöléseként.